# Казаров, Саркис Суренович
Саркис Суренович Казаров (род. 1957) — советский и российский историк античности, доктор исторических наук (2005), профессор.

### Биография
Родился 24 ноября 1957 года в Ростове-на-Дону.
Окончил среднюю школу № 9 Ростова-на-Дону, в 1980 году с отличием окончил исторический факультет Ростовского университета. Работал учителем истории в школе.
С 1996 года преподаёт в Ростовском педагогическом университете / Южном федеральном университете: старший преподаватель, доцент, профессор (с 2006) кафедры всеобщей истории; с 2014 — профессор кафедры археологии и истории Древнего мира.

### Семья
Отец — Сурен Саркисович Казаров (1929—1998) — Заслуженный тренер России, Заслуженный работник физической культуры РФ.

## Научная деятельность
В 1992 защитил кандидатскую (руководитель — Э. Д. Фролов), в 2005 — докторскую диссертацию.
Основные направления исследований:
- античная история;
- история Нахичевани-на-Дону[4];
- история Армянской апостольской церкви на Дону[4][6].

Автор более 120 научных работ.

### Избранные труды
- Вартанян В.Г., Казаров С.С. История Армянской апостольской церкви на Дону (XVIII—XX вв.). 2-е изд., перераб. и доп. Таганрог: Изд-во Таганрогского ин-та управления и экономики, 2008. 120 с. ISBN 978-5-9201-0085-6.
- Казаров С.С. Додонские голуби // Вестник Удмуртского университета. Т. 25. Вып. 4. 2015. С. 71–74.
- Казаров С.С. История царя Пирра Эпирского / Под науч. ред. Ю. Н. Кузьмина, М. М. Холода. СПб.: Изд-во Санкт-Петербургского ун-та, 2009. 516+2 с. (Res militaris). ISBN 978-5-288-04749-7.
- Казаров С.С. Нахичеванское купечество: (конец XVIII – начало XX века). Ростов-н/Д: Ковчег, 2012. 143 с. 500 экз. — ISBN 978-5-91011-072-8.
- Казаров С.С. Начало исследований и первые исследователи Додонского оракула (вт. пол. XIX – начало XX вв.) // Античный мир и археология. Вып. 17. Саратов, 2015. С. 55–60.
- Казаров С.С. Последняя кампания царя Пирра в Италии // Античный мир и археология. Вып. 11. Саратов, 2002. С. 15-22.
- Казаров С.С. Профессор Александр Мартынович Придик в Варшаве (1904—1915) // Российско-польский исторический альманах. Выпуск 8. Ставрополь; Волгоград: Изд-во СКФУ, 2016. С. 118–124. — ISBN 978-5-88648-763-3.
- Казаров С.С. Социально-политическое развитие Эпира в V—IV вв. до н.э.: Автореф. дис. канд. ист. наук. СПб., 1991. 15 с.
- Казаров С.С. Царь Пирр: античная историческая традиция и современная историография. Ростов-н/Д: РГПУ, 2002. 141 с. ISBN 5-84800-311-4.
- Казаров С.С. Царь Пирр и Эпирское государство в межгосударственных отношениях в эпоху эллинизма: (конец IV — 70-е гг. III вв. до н. э.): автореф. дис. … д-ра ист. наук: спец. 07.00.03. Саратов, 2005. 36 с.
- Казаров С.С. Царь Пирр и Эпирское государство в эллинистическом мире. Ростов н/Д: Изд-во РГПУ, 2004. 287+1 с. ISBN 5-8480-0368-8.
- Казарова Н.А., Казаров С.С., Лобова В.В. Историки Варшавского университета. Время и судьбы. Ростов-н/Д: Изд-во Южного федерального ун-та, 2014. 192 с. 30 экз. — ISBN 978-5-9275-1368-0.
- Historycy Cesarskiego Universytetu Warszawskiego (пол.). — Gnesno: UaM., 2016. — 193 S.
- Профессор Ростовского Педагогического института Алексей Иванович Иванов: жизнь и творчество. Ростов-на-Дону; Таганрог: Издательство Южного федерального университета, 2019. – 96 с. {Рец. А. П. Беликова}